# Pierre Fertin
Pierre Fertin, né le 23 juillet 1928 à Tourcoing (Nord) et mort le 27 janvier 2017 à Orléans (Loiret),, est un prêtre catholique, missionnaire et journaliste.
Le père Pierre Fertin a appartenu à la congrégation du Saint-Esprit.

## Biographie
Né dans une famille catholique, il étudie au séminaire de la congrégation du Saint-Esprit de Chevilly-Larue où il est ordonné prêtre en 1952. Sa vocation de missionnaire est apparue à l’âge de dix ans.

### Cameroun (1952-1962)
En 1953, il est envoyé missionnaire à Douala au Cameroun. En 1955, les évêques du Cameroun remarquent l’absence d’un organe de presse qui permette d’informer et d’assurer la liberté d’expression dans le pays. Ainsi, Mgr Pierre Bonneau, évêque de Douala, va créer L'Effort camerounais, un hebdomadaire catholique dont il confie la rédaction en chef au père Pierre Fertin. Rapidement, le journal est apprécié pour sa liberté de ton et est souvent censuré.
En 1958, le journal de la Conférence des évêques du Cameroun déménage à Yaoundé. L’année suivante, l’hebdomadaire soutient, à la surprise générale, le gouvernement lors de la fusillade de Bafoussam. 

Dans un entretien à La République du Centre en 2012, Pierre Fertin explique : « Il est difficile de se départir d'une passion qu'est le journalisme. Pourtant, j'ai été expulsé du pays par le gouvernement d'alors, car j'avais dénoncé un drame, à savoir le transfert de prisonniers dans des wagons, où ils sont morts étouffés ».
En effet, Pierre Fertin publie en une du journal, la tribune de l’archevêque de Yaoundé, Mgr Jean Zoa, où il dénonce la répression du pouvoir. En effet, le 1er février 1962, 25 opposants meurent dans un wagon hermétiquement fermé lors d’un transfert de Douala à Yaoundé. L’archevêque célèbre le 15 février 1962 une messe requiem. Cette situation poussa le président Ahmadou Ahidjo à expulser le directeur du journal, le père Pierre Fertin, du Cameroun par l’arrêté no 20 en date du 17 février 1962. L’Effort Camerounais, no 327 du 18 février ne put être diffusé hors du Nyong-et-Sanaga. En 24 heures, le père Pierre Fertin est rapatrié en France.
Du Cameroun, il participa aussi à la fondation de la revue France Horizon, mensuel de la France et de l’Outremer en mars 1957.

### Haïti (1962-1967)
Après son expulsion, il est envoyé à Haïti. La situation locale était tendue. Le Petit Séminaire Collège Saint-Martial , dirigé par Jean-Pierre Le Gall qui lui succèdera quelques années plus tard à Peuples du monde, est un lieu de liberté peu prisé par le gouvernement du président François Duvalier, dit papa Doc.
Dans son ouvrage Les Spiritains en Haïti, le père Émile Jacquot explique qu’en 1967, lors de la nomination du père Antoine Adrien comme supérieur des spiritains à Haïti, la communauté comprenait 30 prêtres, dont Pierre Fertin, et 2 frères.
Pierre Fertin quitte Port-au-Prince peu de temps avant l’expulsion de la congrégation du Saint-Esprit le 15 août 1969.

### Orléans (1968-1972)
À son retour en France, il est nommé rédacteur en chef du journal missionnaire Peuples du monde (1968-1972). En désaccord avec le supérieur de la congrégation du Saint-Esprit, Mgr Marcel Lefebvre, il se fait incardiner par Mgr Guy-Marie Riobé dans le diocèse d’Orléans.
Il profitera de sa présence en France pour assurer l’édition du livre d’Émile Gabel intitulé L'Enjeu des médias chez l’éditeur Mame en 1971,.

### Guadeloupe (1974-2002)
L’évêque d’Orléans l’envoie comme prêtre fidei donum en Guadeloupe. Il y exerce en paroisse. Là-bas, il reprend aussi ses activités de journalistes. Ainsi, il fonde un hebdomadaire intitulé I.CAR (Information Caraïbe). Ce journal, à 1 500 exemplaires en Guadeloupe et 500 en Martinique, d’une vingtaine de pages, couvrait l’actualité des quatre départements d’outre-mer. Il crée aussi une librairie religieuse.

### Orléans (2002-2017)
À son retour en France, il rejoint le diocèse d’Orléans. Gérard Daucourt, son évêque, le nomme d’abord à Pithiviers, puis dans la paroisse de Saint-Yves de La Source qu’il quitte en 2013 pour Orléans Saint-Paterne. Il y exerce plusieurs ministères comme celui d’aumônier du mouvement chrétien des retraités.
Il décède le 27 janvier 2017 à Orléans. Ses obsèques sont célébrées le 1er février suivant dans l’église Saint-Paterne d'Orléans, date à laquelle les prêtres de la congrégation du Saint-Esprit font mémoire du vénérable François Libermann.

### Parolier
Il est l’auteur ou le co-auteur de 112 chants religieux d’après Chantons en Église. Dans La Croix du 18 août 2010, il proposa un nouveau texte pour La Marseillaise : « Allons, enfants de la patrie Qui clama haut la liberté Contre toutes les tyrannies Parle encore notre hérédité (bis) Entendez-vous de par le monde Courir ces sinistres rumeurs Qui viennent lourdes de malheurs Rappeler la servitude immonde Alerte, citoyens Nous dormirons demain D'abord, d'abord Qu'un jour plus pur se lève à l'horizon ».

### Ouvrages
- Psaume et cithare, avec François Vallery-Radot, Jacques Leclercq et Lucien Deiss, éditions du Levain, 1956.
- Le feu de proie, Imprimerie Deschamps, 1969[19].
- Comme à l’aurore, préface de Maurice Fourmond, Éditions Desclée de Brouwer, 1974.
- Nous te prions : 96 psaumes, avec Philippe Beguiere, Jacques Leclercq, Editions du Cerf, 1974.